# Необоротність
Необоротність — характеристика спрямованості процесів, яка виключає можливість повторення попередніх станів. Властива всім процесам розвитку.